# Polyura clitarchus
Espèce
Polyura clitarchus est une espèce de lépidoptères (papillons) de la famille des Nymphalidae et de la sous-famille des Charaxinae.
Elle est endémique de Nouvelle-Calédonie.

## Dénomination
Polyura clitarchus a été nommé par William Chapman Hewitson en 1874.
Synonyme : Charaxes clitarchus

## Description
C'est un grand papillon blanc bordé de marron qui présente deux queues aux postérieures. Le dessus des ailes antérieures présente un apex et une bordure marron marqués d'une ligne submarginale et celui des ailes postérieures est bordé d'ocelles bleus centrés de marron formant une bande marginale bleu et marron.
Le revers présente la même ornementation, avec en plus une partie basale marron.

## Biologie
Son vol est rapide. Les mâles sont très territoriaux.

### Plantes hôtes
Les chenilles se développent sur une Rhamnaceae, Rhamnella vitiensis F.Muell. . Plusieurs générations annuelles. 

## Écologie et distribution
Endémique de Nouvelle-Calédonie: Grande-Terre et  îles Loyauté.
Les imagos se nourrissent de sève qui s'écoule des arbres blessés ou de fruits tombés à terre. Les mâles se livrent à des combats furieux en vol dès qu'ils ont repéré une femelle se nourrissant. Puis un mâle se détache du groupe, vient se poser à côté de la femelle, frotte ses antennes contre les siennes, aspire la sève trompe contre trompe, le couple se forme et s'envole.

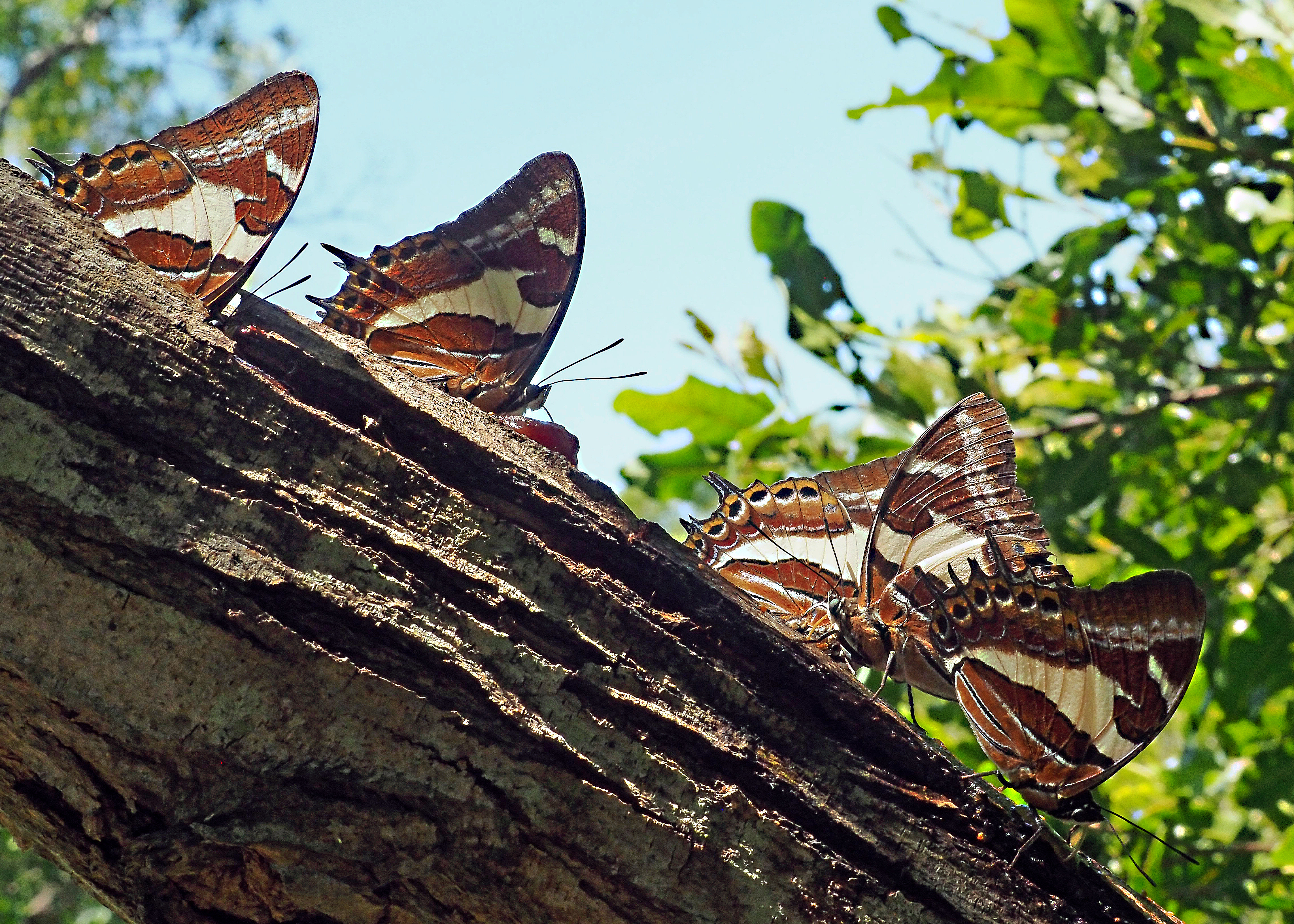
Rassemblement de mâles et de femelles sur un tronc d'Acacia spirorbis dont la sève suinte.
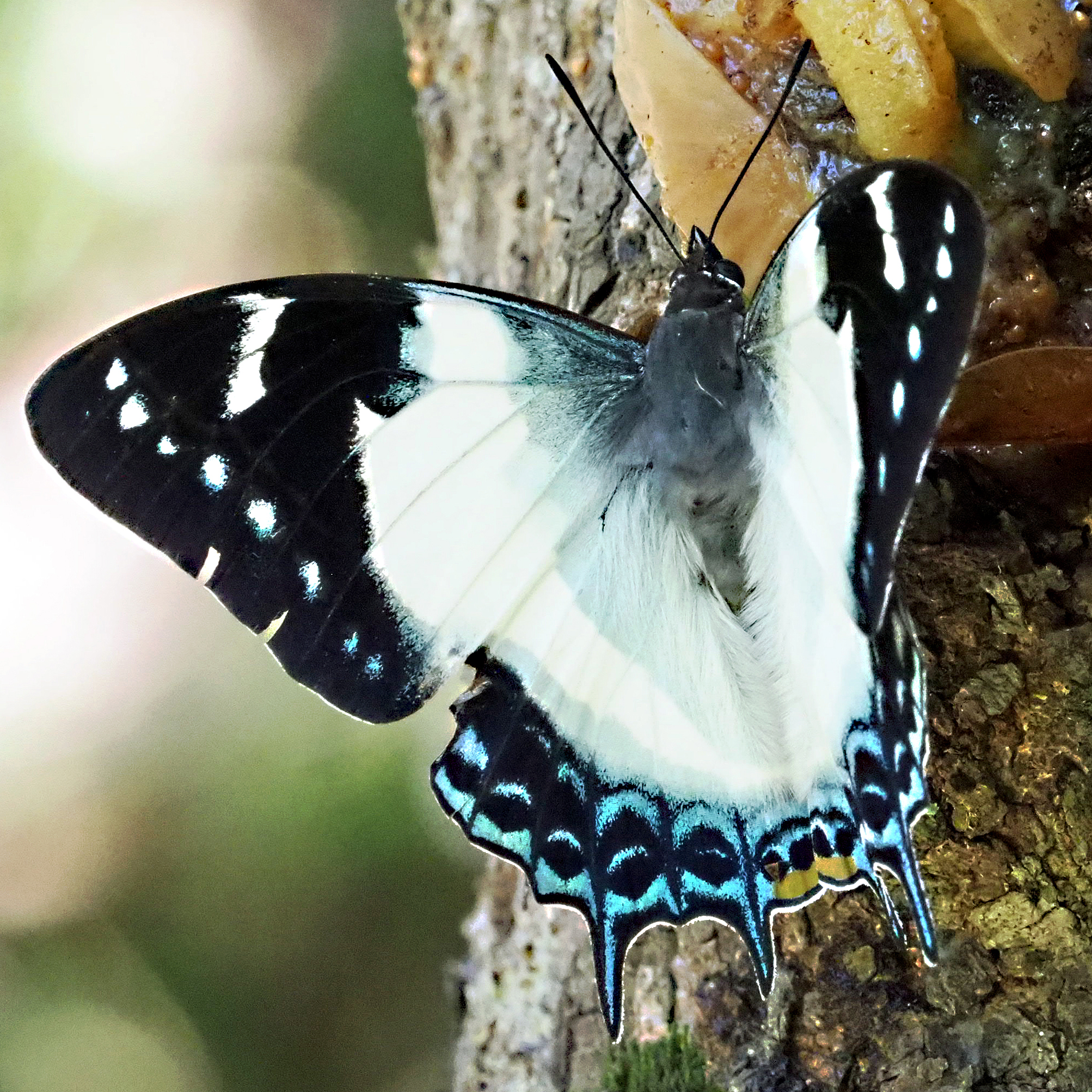
face supérieure
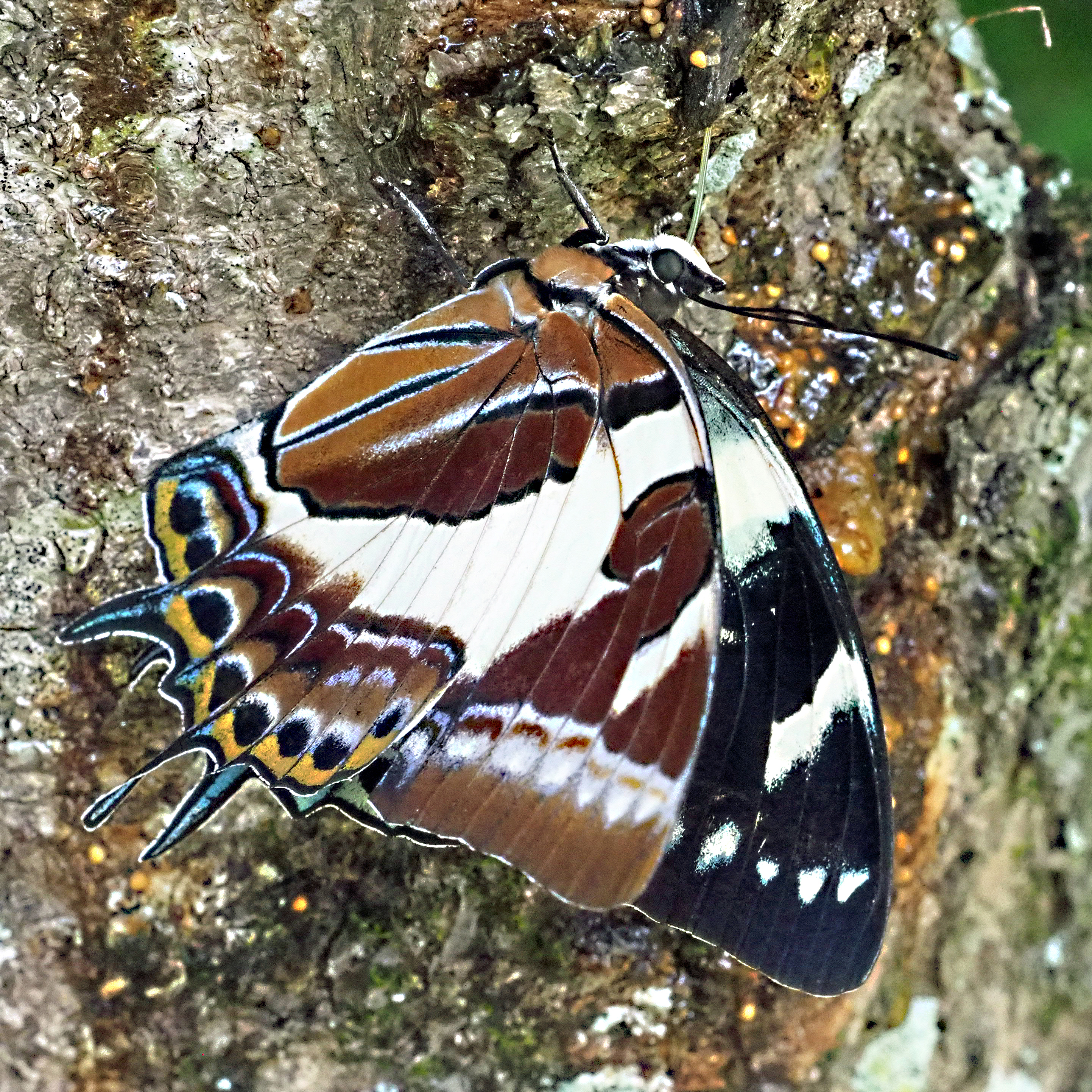
femelle se nourrissant de sève fermentée
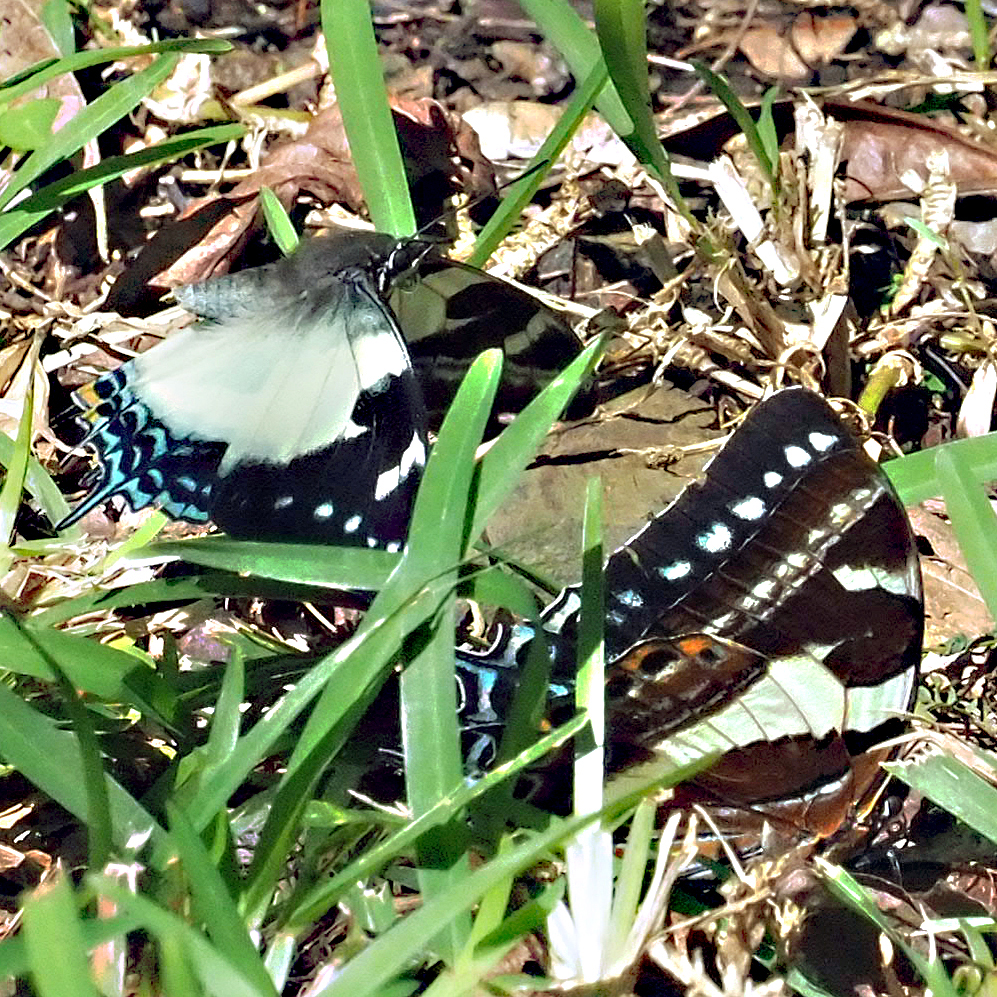
parade nuptiale (mâle en vol)
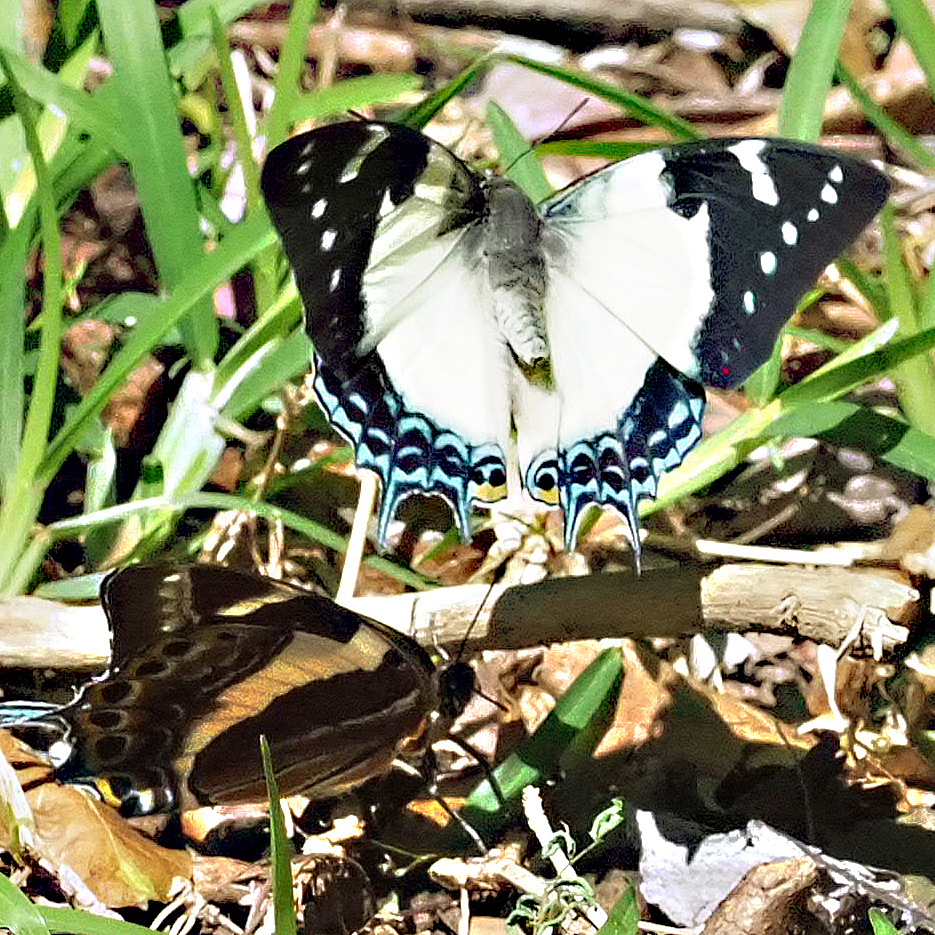
danse du mâle
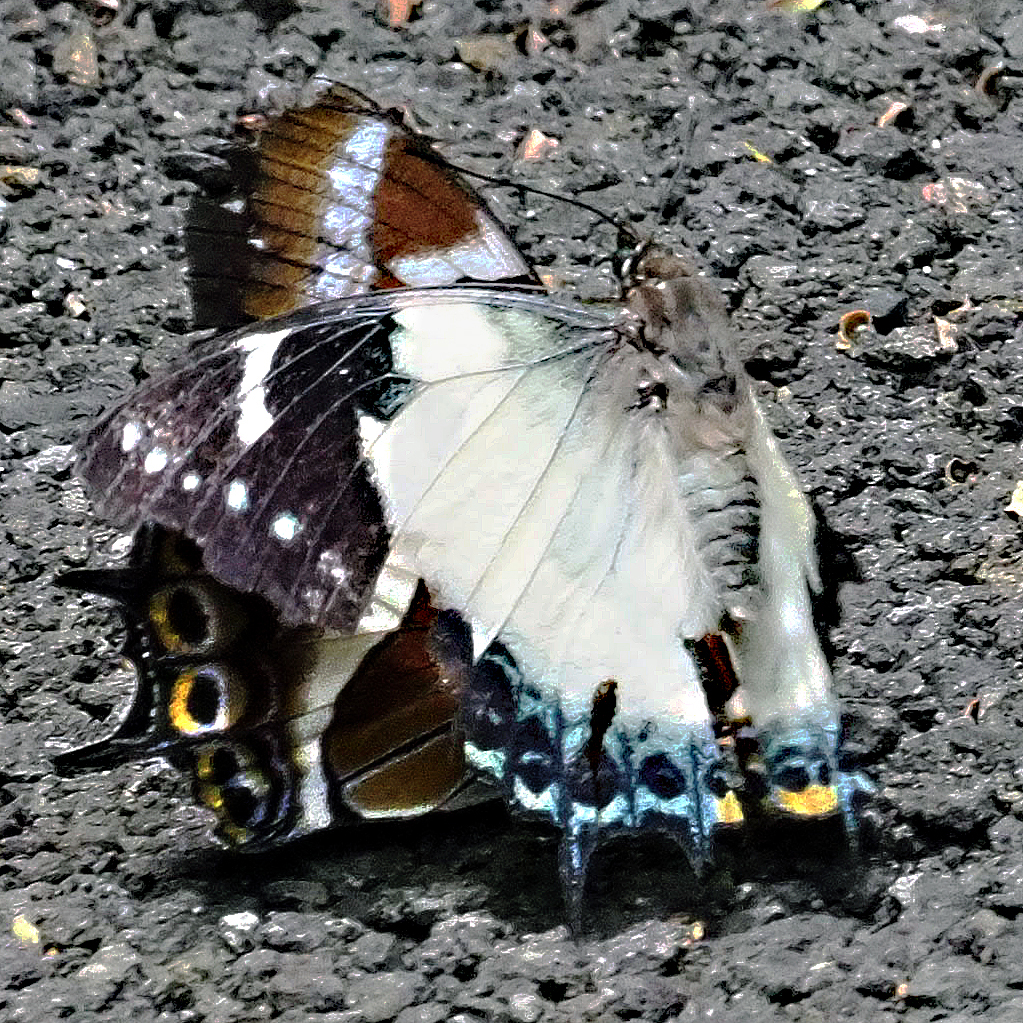
Parade nuptiale :mâle entourant la femelle de ses ailes
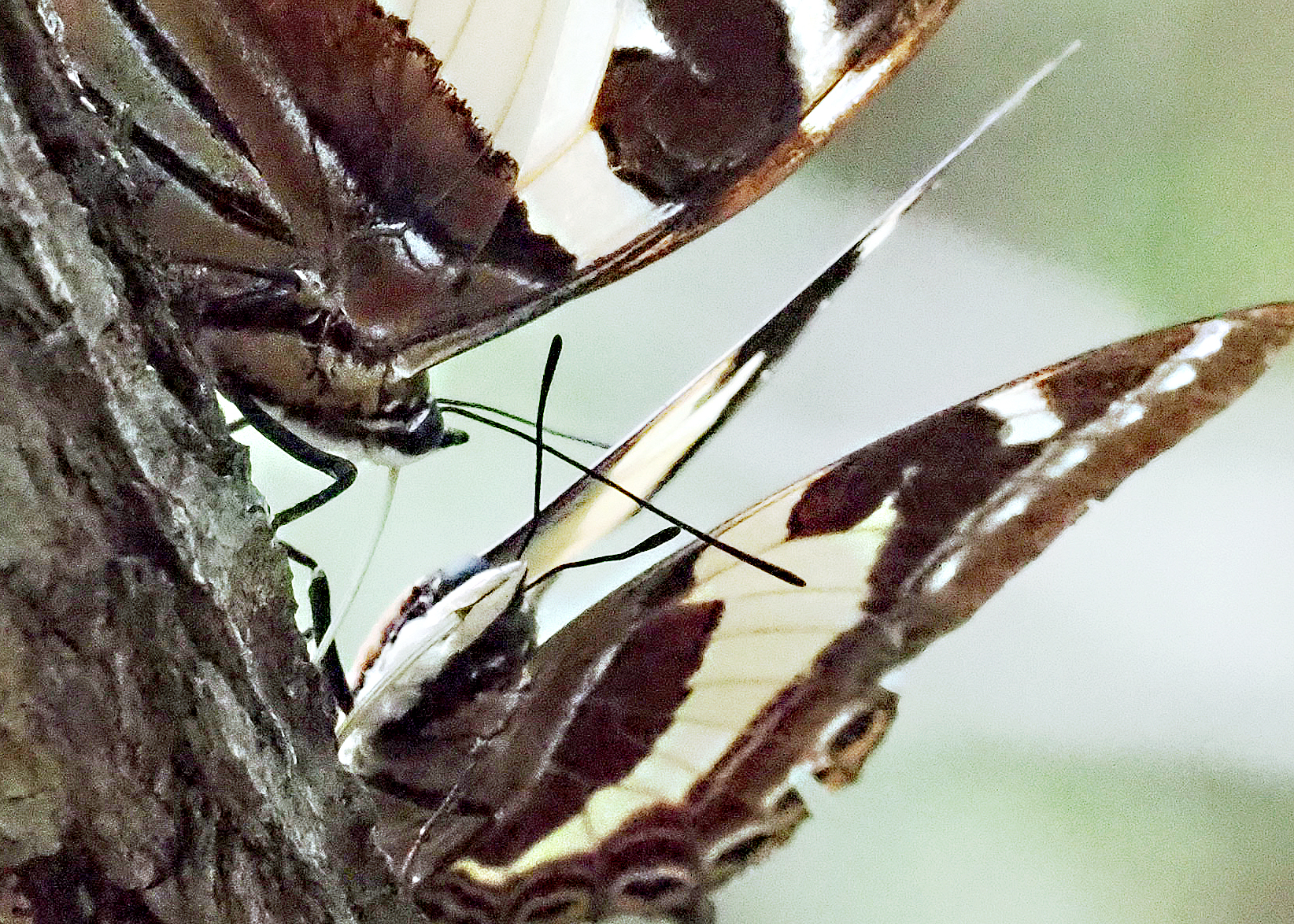
mâle frottant ses antennes contre la femelles
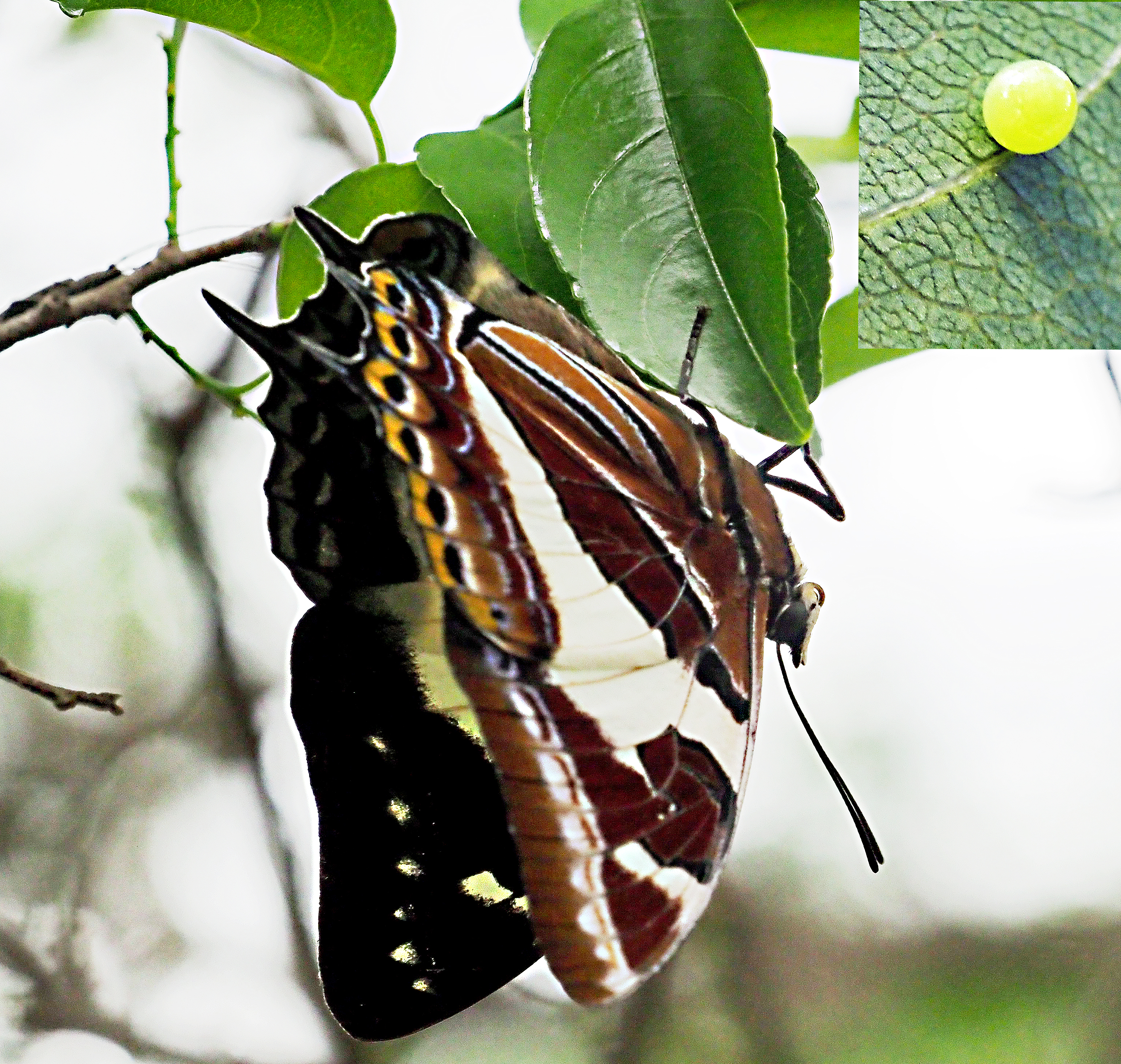
Polyura clitarchus femelle pondant sur la plante hôte des chenilles, Rhamnella vitiensis, avec œuf en insert
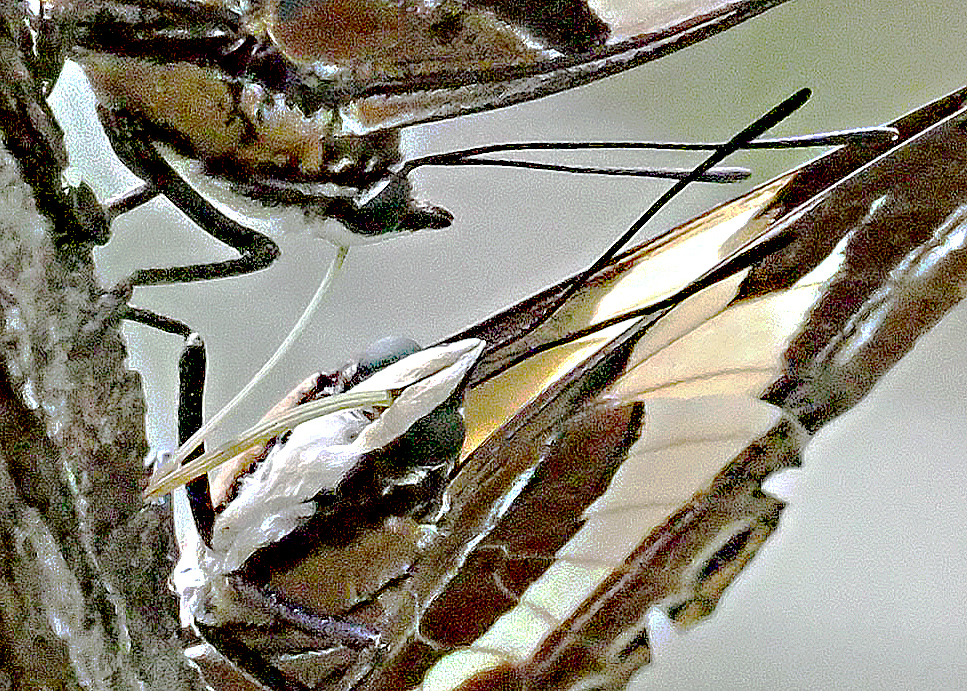
Polyura clitarchus mâle et femelle aspirant la sève fermentée trompe contre trompe

### Biotope
L'espèce réside dans la forêt sèche à basse altitude, mais remonte aussi les thalwegs à travers les galeries forestières.

### Protection
L'espèce est commune dans la forêt sèche de basse altitude. Cette forêt devrait être mieux protégée afin de protéger sa faune et sa flore unique.

## Philatélie
Ce papillon figure sur une émission de Nouvelle-Calédonie de 1967 (valeur faciale : 9 F).